# Ígor Grachov
Ígor Ígorievich Grachov, en ruso: Игорь Игоревич Грачёв, (nacido el 21 de mayo de 1971 en Alma Ata, Kazajistán) es un exjugador de baloncesto ruso. Con 2,00 de estatura, su puesto natural en la cancha era el de alero.

## Trayectoria
- VVS Samara (1992-1994)
- Budivelnyk Kiev (1994-1995)
- Dinamo Moscú (1995-1996)
- VVS Samara (1996-1999)
- Avtodor Saratov (1999-2000)
- UNICS Kazán (2000-2002)
- Euras Ekaterinburg (2002-2003)
- VVS Samara (2003-2004)
- Lokomotiv Rostov (2004)
- Lok. Novosibirsk (2004-2006)
- Universitet Yugra (2006-2008)
- VVS Samara (2008-2009)